# 张景惠
张景惠（1871年6月21日—1959年1月11日），字叙五，今辽宁省台安县人。滿洲國第2任國務總理大臣。

## 生平

### 早年生涯
张景惠出身豆腐匠。清末，张景惠成为保险队队长，在八角台（今台安县台安镇）地区活动。光绪二十七年农历腊月三十日（1902年），赵家庙（今属黑山县）保险队队长张作霖因同辽南的金寿山火并失败，率残部来到张景惠的八角台。张景惠和张作霖结拜为兄弟，张景惠年长为兄，张景惠还把自己的武装以及队长职位交给了张作霖。
1902年11月间，经八角台士绅张紫云代为游说，新民府知府增韫收编了张作霖和张景惠的武装。张作霖任新民府巡警前营马队帮带，张景惠任哨官。1903年8月，清政府为缩减开支，对地方军队进行整编，盛京将军增祺命张作霖所部同新民街巡捕队合并为新民府游击马队营，人数减少至185人，张作霖任游击马队营管带，张景惠任帮带，汤玉麟、张作相等人分任哨官。
1906年，张作霖将所部的3个营扩编至5个营，并任五营统带，成为奉天省地方军队右路头目。赵尔巽于1905年出任盛京将军后，辽北土匪活动频繁，张景惠随张作霖奉命剿匪。在剿匪作战中，他们先后剿灭了洪辅臣、金寿山、五大哨、杜立三等几股匪队。不到一年，他们便将辽北土匪消灭。1908年，张作霖因剿匪有功，升为奉天八路巡防营前路统领，张景惠升为帮统，调驻洮南、郑家屯（今双辽县）一带。1908年1月，清廷命张作霖督率本部围剿蒙古陶克陶胡的武装。张景惠率先锋营先行，在索伦山区多次作战并受伤。最终，他们俘虏了陶克陶胡手下的牙什留根等人。1910年4月，他们彻底击败陶克陶胡，将陶克陶胡驱逐到大兴安岭以北。1910年10月，张景惠与张作相、汤玉麟等人作为现任管带入奉天讲武堂学习。

### 建立奉系

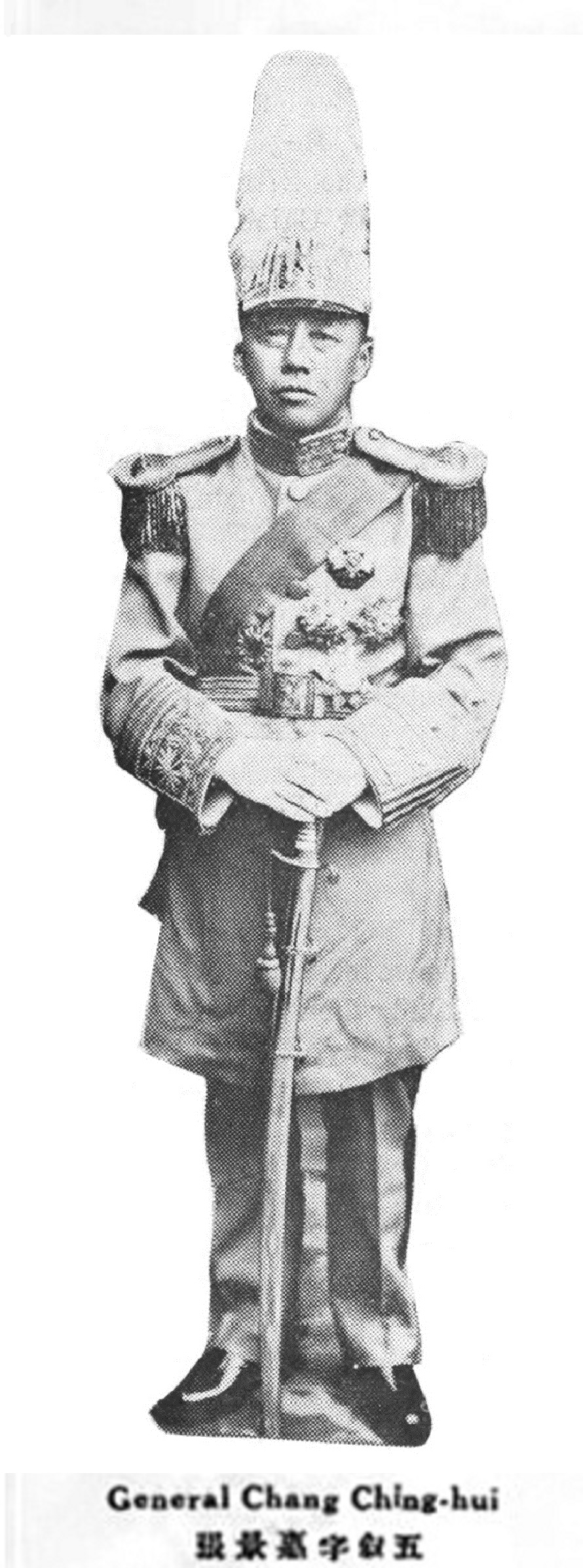
北京政府时代的张景惠

1911年辛亥革命爆发，当时张景惠正奉张作霖之命在奉天讲武堂步兵课学习。武昌起义消息传到奉天後，奉天北大营的陆军统领蓝天蔚同革命党人张榕联合，准备推翻赵尔巽的统治。他们集合大批官兵在一夜之间哗变，北大营的官兵包围了奉天大南门的赵尔巽官邸。赵尔巽急电驻郑家屯的后路巡防营统领吴俊升前来救援。
吴俊升未能及时出兵救援，而远在洮南的张作霖则收到在奉天的张景惠的密电，当即赴奉天商议对策，张景惠建议张作霖乘机率军控制省城。赵尔巽在袁金铠的建议下，召见张作霖，命其火速率军入省城进行保卫。张作霖率部来到奉天後，镇压了起义军，解救了赵尔巽，暗杀了张榕，迫使蓝天蔚逃往南方。清廷乃任命张作霖为关外练兵大臣，赏顶戴花翎，并将其所部改为陆军第二十八镇。
1912年9月11日，张作霖被袁世凯任命为陆军第二十七师师长，授陆军中将，率部驻扎省城。张作霖升任陆军第二十七师师长后，张景惠被张作霖任命为陆军第二十七师炮兵独立团团长。张作霖主持东北军务之后不久，张景惠作为张作霖的谋士，帮张作霖挤走了赵尔巽，又劝张作霖赴北京结交袁世凯。但北京政府又派段芝贵为奉天都督。
1916年4月，张景惠帮张作霖驱逐了段芝贵，张作霖接任奉天督军兼省长。1917年5月4日，张景惠升任陆军第二十七师第五十三旅旅长，取代因同王永江发生军警冲突而被张作霖撤职的汤玉麟。1918年，段祺瑞为排挤直系，便怂恿张作霖入山海关，并向张作霖透露了直系自日本购买大批军火，很快将在秦皇岛交货。1918年2月25日，杨宇霆携带徐树铮所送的领取军械证件，率军械厂厂长丁超和奉军第五十三旅张景惠部开至秦皇岛，将日本运到的步枪2.7万余支和子弹及其他军械全部劫走。张作霖当即用这些军械编成了2个师共7个混成旅。
1918年3月，奉军大批开入山海关，以支持段祺瑞政府，张景惠借此机会出关来到京津地区。1918年3月12日，张作霖宣布在天津军粮城（时属河北省宁河县）组成关内奉军总司令部，张作霖自兼总司令，徐树铮以副总司令代行总司令职权，杨宇霆为参谋长。此外，孙烈臣任前敌湘东司令，张景惠任前敌湘西司令，丁超任奉军兵站司令。前敌湘西司令张景惠统领奉军进驻湘西地区。1918年8月24日，张景惠升为暂编奉天陆军第一师师长，直辖邹芬、梁朝栋两个旅。该师驻湖南。本来张景惠想在湖南割据，但未果，乃于1919年请调北返，到奉天向张作霖密报奉军副总司令徐树铮与参谋长杨宇霆暗中私募新兵4个旅，在洛阳、信阳训练，有取代奉军之图谋。由此，张景惠获得奉军副总司令的头衔，代表张作霖常驻北京。

### 初入奉系

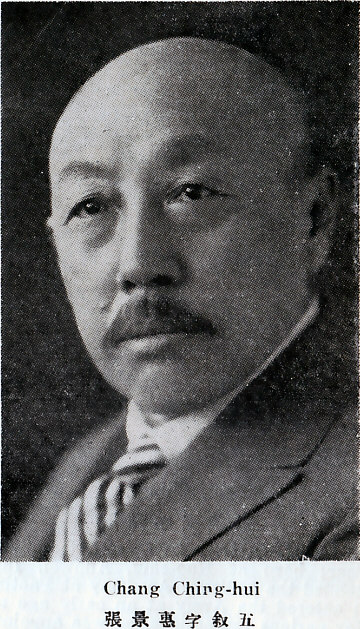
1930年或1931年的张景惠

1920年9月21日，张景惠接替王廷桢任察哈尔都统兼陆军第十六师师长。但他未赴张家口任职，仍驻北京。1922年5月，获授将军府安威将军，1922年5月15日辞免察哈尔都统一职。1922年，第一次直奉战争爆发，张景惠任奉军西路总司令，却暗通直系，应战不力，张景惠所部陆军第十六师师长邹芬倒戈，张景惠所指挥的布防在长辛店一线的西线迅速崩溃。张作霖对此极度不满，张景惠不敢回奉天，乃长居北京。1923年曹锟贿选大总统时，委任张景惠为全国国道局督办，张作霖对此更为不满。
1925年冬，张景惠的母亲在家乡台安病逝。经张作相、吴俊陞等人说情，张作霖准许张景惠回家奔丧。张景惠见到张作霖后，叩头请罪并痛哭，获得张作霖原谅。张作霖任命张景惠为奉天督军署参议，仍为张作霖的代表，常驻北京、天津等地。1926年，张作霖到北京组织安国军政府，张景惠任陆军总长，后改任实业总长。

### 东北易帜
1928年6月，蒋介石率北伐军进逼京津，张景惠随张作霖撤回奉天，途中遭遇皇姑屯事件，张作霖身亡，张景惠受伤。张学良继承父业之后不久，宣布东北易帜，任命张景惠为东北政务委员会委员、东省特别行政区长官，驻哈尔滨。
1931年，张景惠任南京国民政府军事参议院院长。1931年5月，张景惠到南京赴任，并获得中国国民党中央政治会议委员的头衔。1931年6月13日，张景惠离开南京，经北平回东北。

### 投降日本

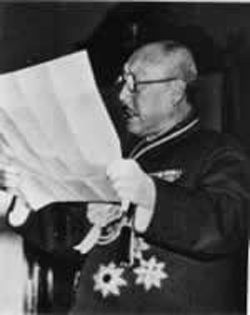
任满洲国总理的张景惠

1931年九一八事变爆发时，张景惠正在沈阳经三路的私宅内。事件发生后的次日，经日本浪人新井武夫从中联络，日本关东军高级参谋板垣征四郎密访张景惠，令其速返哈尔滨，宣布独立，脱离南京国民政府。张景惠当即同意，并表示愿为日本方面效劳。张景惠以保护在哈尔滨日侨的安全为名，请日本方面提供武器，扩充警察部队，坂垣征四郎同意拨给其3000支步枪，并介绍其同日本驻哈尔滨总领事大桥忠一进行接洽。9月22日，板垣征四郎陪同日本关东军司令本庄繁与张景惠会面。
1931年9月23日晚，张景惠回到哈尔滨，在其寓所召集各机关的领导人开会，提出成立“东省特别区临时保安会”，负责“维持”哈尔滨的治安。但此议未获通过。9月26日召开的第三次会议上，勉强通过了成立“东省特别区治安维持会”的提议。当天晚上，张景惠与大桥忠一会面，“直至夜分始散”。9月27日，张景惠开会宣布成立“东省特别区治安维持会”，张景惠自任会长。9月30日，张景惠以维护哈埠治安的名义，宣布招募2500名警察，编成5个警察总队，实际是为了策应日军占领哈尔滨。同时，张景惠还奉日军特务机关长土肥原贤二的旨意，裁撤了教育厅长、地亩局长、电政局长等，安插了日本人或张景惠的亲信。
江桥抗战之后，张景惠追随日本人多次诱降马占山。1932年1月6日，马占山渡过松花江来到哈尔滨会见张景惠，经张景惠劝说，马占山同意由张景惠暂时负责主持黑龙江省政。张景惠随即赴齐齐哈尔，于1月7日宣誓就任黑龙江省省长，并发表宣言。当日下午，张景惠返回哈尔滨前，委托富绅吉祥为代理省长，暗示马占山虚位以待，以引诱马占山投降日本。
1932年1月中旬，于琛澂部在日军驱使下，进攻哈尔滨。李杜、冯占海等抗日将领率部击退了于琛澂部的进攻，并在哈尔滨成立了吉林自卫军总司令部。张景惠仍保持同日本方面的接触，还作为东北元老要李杜、冯占海等对日方妥协。张景惠按日军指令，要求哈尔滨各家各户均悬挂日本国旗，遭到李杜下命令抵制。
1932年2月初，日军进攻哈尔滨。张景惠指使警察部队临阵投向日本方面，而抗日军队则势单力薄，最终日军占领哈尔滨。此前，日本方面逼迫吉祥签订抵押齐克路的条款，吉祥未敢作主。张景惠遂以黑龙江省省长的身份，于2月15日与日本方面签约。随后，日本方面在黑龙江省城齐齐哈尔强行索取“永久公用地”和“日军驻屯区”，张景惠指使吉祥同意了日方的要求。

### 建立满洲国

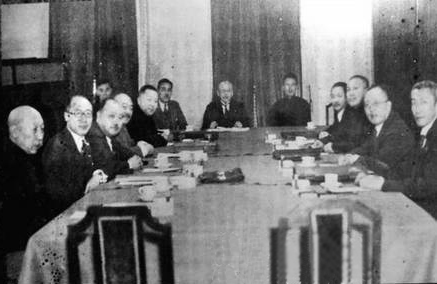
张景惠主持召开满洲国各部大臣会议

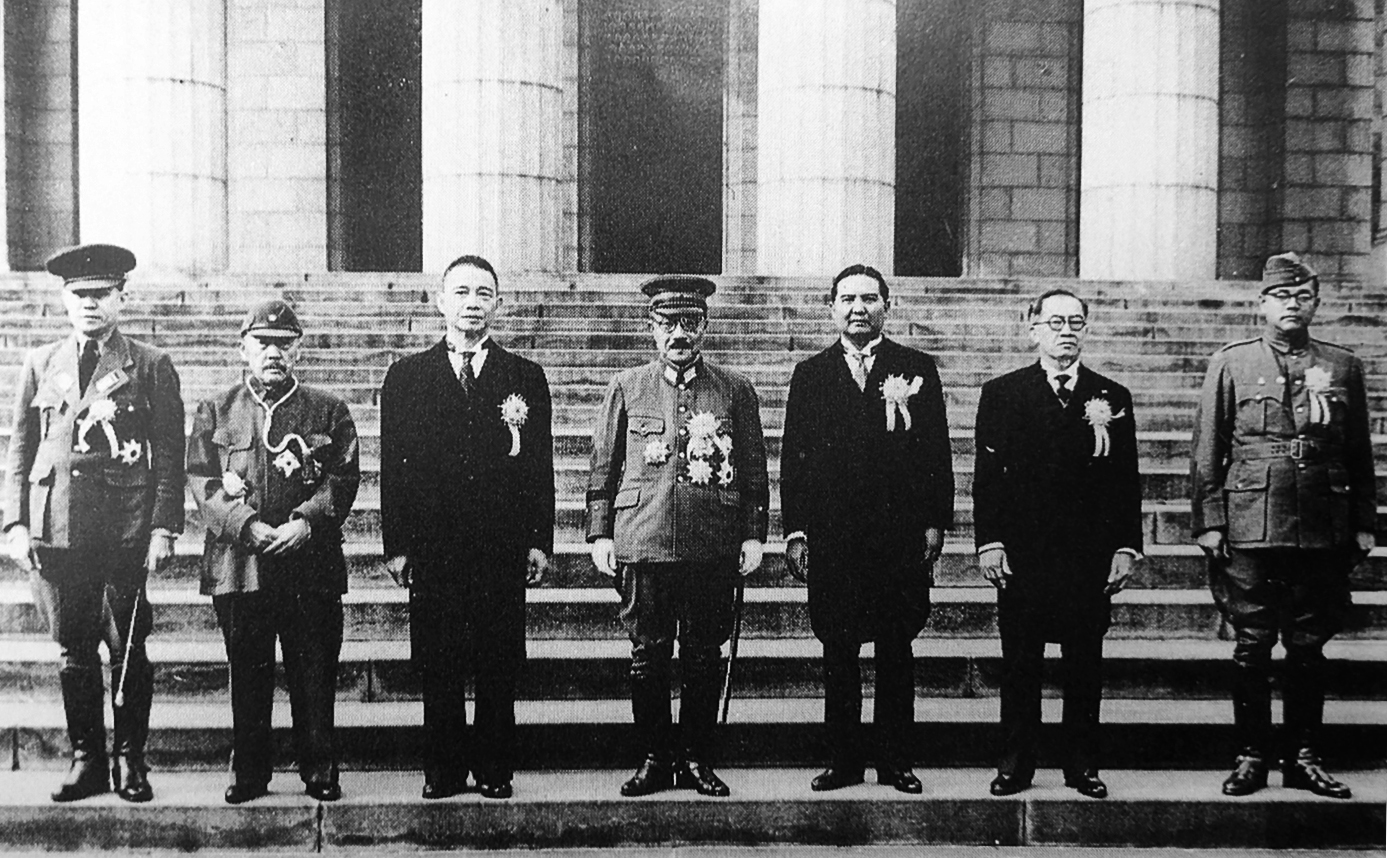
1943年11月5日参加大東亚会議的各国首脑。左起：巴莫、張景惠、汪兆銘、東條英機、旺·威泰耶康、何塞·帕西亞諾·勞威爾、苏巴斯·钱德拉·鲍斯

1932年2月16日，张景惠、熙洽、臧式毅、马占山参加日本策划的满洲国建国会议，即“四巨头”会议。会议根据日本关东军的旨意，成立东北行政委员会，张景惠任委员长。2月18日，东北行政委员会发表“独立宣言”，宣布同南京国民政府脱离关系，东北完全“独立”。3月1日，东北行政委员会发表“建国宣言”，宣布“创立满洲国”。3月10日，张景惠被任命为满洲国参议府议长兼北满特别区行政长官。马占山再度抗日之后，张景惠被任命为满洲国军政部总长，授上将衔。
1935年5月，张景惠接替郑孝胥出任满洲国国务总理大臣，此后一直任至1945年。1937年七七事变后，张景惠宣布满洲国进入战争状态，支持日军的侵略活动。1941年太平洋战争爆发后，张景惠宣布“与盟邦为命运共同体，举总力协助盟邦之圣战。”

### 结局
1945年日本投降后，张景惠留在长春，准备成立“治安维持会”，但随即被占领长春的苏联红军逮捕并押往苏联伯力。1950年，被苏联移交中华人民共和国，关押在抚顺战犯管理所。
1959年1月11日中午13时，张景惠因患动脉硬化、心肺病、心力衰竭而病逝。

## 家庭
六子张绍纪，后改名张梦实，1920年生，是張景惠與七姨太徐芷卿所生的次子。1940年赴早稻田大學念書，加入了中国共产党的外围组织“东北留日青年救亡会”（简称“救亡会”）。尚未畢業時于1943年回国工作，任务是“了解和掌握敌伪上层分子的人物关系，并协助为同志安排合法身份”。妻子是母亲的侍女徐明，1942年结婚。通晓日语、俄语。后任抚顺战犯管理所管教干部、国际关系学院日语系系主任，1984年当选为中国人民政治协商会议第七届全国委员会委员。张景惠官邸原址位于今长春市朝阳区西民主大街429号。
据张梦实回忆，在1940年时，张景惠曾给自己孙子和孙女起了小名，分别是太平和迎春，以表达对和平的向往。